# Interstate 35E (Texas)
L'Interstate 35E (I-35E), est une autoroute inter-États des États-Unis qui forme le tronçon est de l'I-35, lorsqu'elle se sépare en deux tronçons aux alentours de Dallas–Fort Worth. À Hillsboro, l'I-35 se divise en deux segments, l'I-35W et l'I-35E. L'I-35E se dirige vers le nord sur 96,76 miles (155,72 km) en suivant la numérotation de l'I-35 principale. Elle traverse la région de Dallas avant de rejoindre l'I-35W à Denton pour reformer l'I-35.
Durant les premières années d'existence du système des autoroutes inter-États, les autoroutes auxiliaires avec des suffixes directionnels tels que N, S, E et W étaient communs. Pour toutes les autres autoroutes, ces suffixes directionnels ont été remplacés par des numéros reliés à l'autoroute principale. Ce sont les autoroutes collectrices ou de contournement (comme l'I-270 au Maryland qui a été l'I-70S) ou, dans certains cas, se sont vus assigné un numéro de route différent (comme l'I-76 qui a déjà été l'I-80S). Dans le cas de l'I-35 dans la région de Dallas–Fort Worth, puisqu'aucune des deux branches n'est clairement la route principale et que les deux routes se réunissent au-delà des villes de Dallas et de Fort Worth, les suffixes E et W sont demeurés actifs, L'autoroute se sépare une seconde fois en deux embranchements (I-35E et I-35W) à Minneapolis–Saint Paul, Minnesota, pour les mêmes raisons.

## Description du tracé

### Multiplex

#### US 67
L'I-35E forme un multiplex avec la US 67 du nord de Kiest Boulevard dans la région de Oak Cliff de Dallas jusqu'à l'échangeur avec l'I-30 dans le centre-ville de Dallas. À partir de là, la US 67 se joint à l'I-30. Sur les deux segments, la US 67 n'est pas indiquée.

#### US 77
Entre Waco, Texas et El Dorado, Kansas, l'I-35 (ou l'I-35E) forme un multiplex ou suit de très près la US 77. Cette autoroute longe l'I-35E après s'être séparée de l'I-35 au nord d'Hillsboro, parcourant Italy et Milford. Elle joint l'I-35E pour moins d'un mile (1.6 km) juste au sud de Waxahachie avant de se séparer pour parcourir cette ville. Elle rejoint à nouveau l'Interstate au nord de la jonction avec SH 342 à Red Oak. La US 77 demeure en multiplex avec l'I-35E à travers Dallas et jusqu'au sud-est de Denton. Elle rejoindra l'I-35 au nord de la ville. À l'exception des sections "spur" (Denton et la section entre Red Oak et Hillsboro) et le segment entre l'I-635 jusqu'au croisement à Denton, la US 77 n'est pas indiquée.

### De la limite des comtés de Dallas et d'Ellis jusqu'à Denton

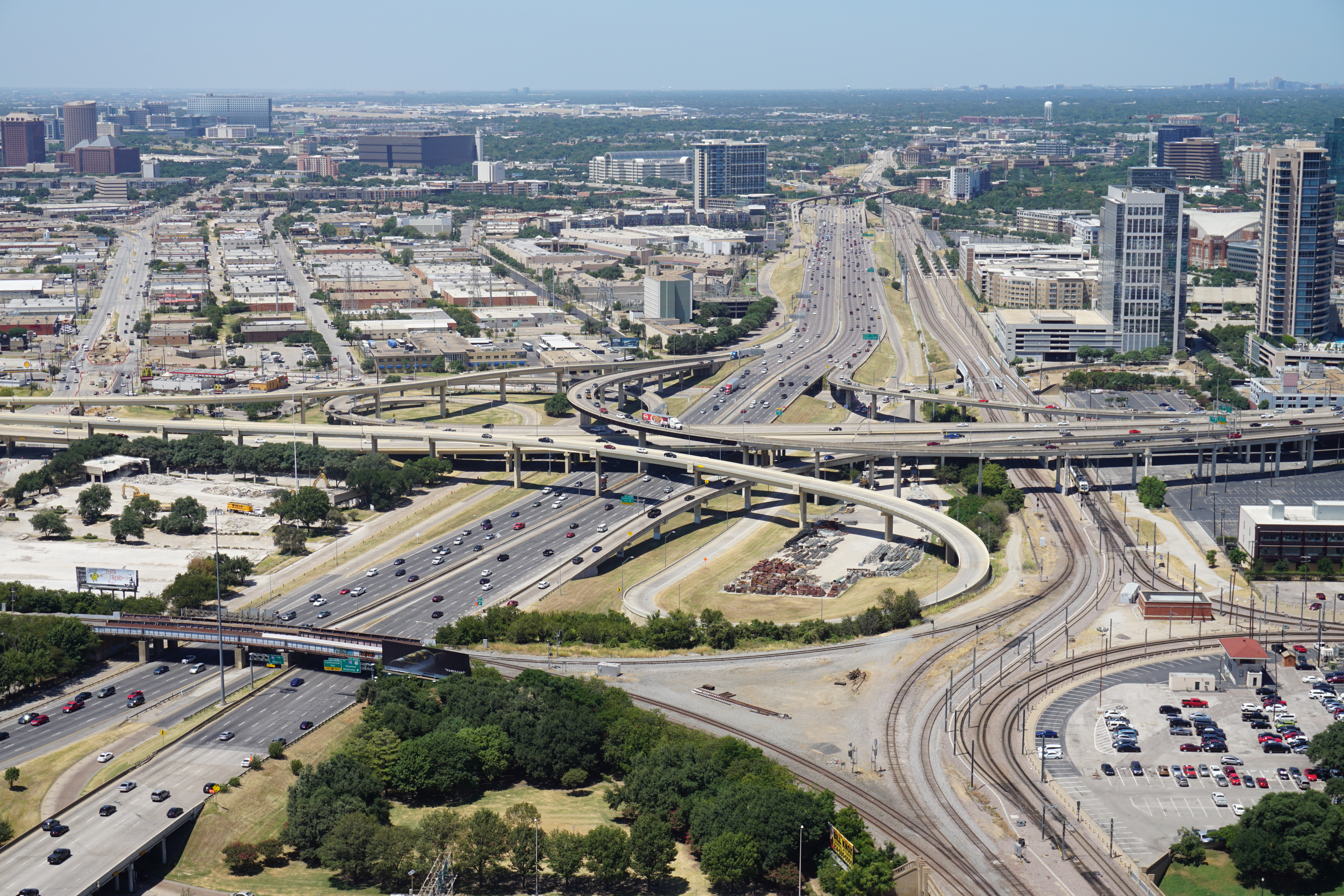
I-35E interchange with State Highway Spur 366 (Spur 366)

À partir de la limite des comtés de Dallas et d'Ellis jusqu'au centre-ville de Dallas, l'I-35E est appelée South R.L. Thornton Freeway et varie entre 8 et 10 voies plus les voies réservées aux HOV. La section entre l'I-20 jusqu'au centre-ville de Dallas a été élargie à 12 voies. La reconstruction de l'échangeur avec l'I-30 est aussi planifié. À partir de cet échangeur, l'I-35E est appelée Stemmons Freeway jusqu'à Lewisville. Cette section sera aussi améliorée en trois phases. Elle a d'abord été élargie à 16 voies entre l'I-635 jusqu'à Denton. Ensuite, des voies élevées à péage ont été ajoutées à l'autoroute. Finalement, du centre-ville de Dallas jusqu'à l'I-635, l'autoroute a été élargie à plus de 20 voies en 2020.

## Liste des sorties
| Interstate 35E |                                    |        |        |        |                                                                                     | |
| Comté | Municipalité                       | mi     | km     | Sortie | Intersections / Destinations                                                        | Notes                                                                                                |
| Hill |                                    | 371,10 | 597,20 | 370    | I-35 sud – Waco                                                                     | I-35W sud et I-35E sud forment l'I-35                                                                |
| Hill |                                    | 371,30 | 597,50 | 370A   | US 77 nord / Spur 579 (en) – Hillsboro                                              | Sortie direction sud seulement                                                                       |
| Hill |                                    | 371,80 | 598,40 | 370B   | I-35W nord – Fort Worth                                                             | Sortie direction sud seulement                                                                       |
| Hill | Carl's Corner                      | 373,60 | 601,30 | 374    | FM 2959 (en) – Carl's Corner                                                        | |
| Hill |                                    | 376,90 | 606,60 | 377    | FM 934 (en)                                                                         | |
| Ellis | Milford                            | 380,70 | 612,70 | 381    | FM 566 (en) (Milford Road)                                                          | |
| Ellis | Milford                            | 384,70 | 619,10 | 384    | Derrs Chapel Road                                                                   | |
| Ellis | Italy                              | 386,20 | 621,50 | 386    | SH 34 (en) – Italy, Ennis                                                           | |
| Ellis | Forreston                          | 390,80 | 628,90 | 391    | FM 329 (en) (Forreston Road)                                                        | |
| Ellis | Waxahachie                         | 397,70 | 640,00 | 397    | US 77 – Waxahachie                                                                  | |
| Ellis | Waxahachie                         | 398,60 | 641,50 | 399    | FM 66 (en) / FM 876 (en) / FM 1446 (en)                                             | Indiqué sortie 399A (FM 66 / FM 876) et 399B (FM 1446) en direction sud                              |
| Ellis | Waxahachie                         | 400,40 | 644,40 | 401A   | Brookside Road                                                                      | |
| Ellis | Waxahachie                         | 401,80 | 646,60 | 401B   | US 287 Bus. / FM 664 (en) – Waxahachie                                              | |
| Ellis | Waxahachie                         | 402,60 | 647,90 | 403    | US 287 – Corsicana, Fort Worth                                                      | |
| Ellis | Waxahachie                         | 404,30 | 650,70 | 404    | Lofland Road                                                                        | |
| Ellis | Waxahachie                         | 405,40 | 652,40 | 405    | FM 387 (en)                                                                         | |
| Ellis | Waxahachie                         | 406,50 | 654,20 | 406    | Sterrett Road                                                                       | |
| Ellis | Red Oak                            | 408,00 | 656,60 | 408    | US 77 nord / SH 342 (en) – Red Oak                                                  | Terminus sud du multiplex avec US 77                                                                 |
| Ellis | Red Oak                            | 409,60 | 659,20 | 410A   | Red Oak Road                                                                        | |
| Ellis | Red Oak                            | 410,60 | 660,80 | 410B   | FM 664 (en) (Ovilla Road)                                                           | |
| Dallas | Limite Lancaster–Glenn Heights     | 412,00 | 663,00 | 412    | Bear Creek Road                                                                     | |
| Dallas | Limite Lancaster–DeSoto            | 413,70 | 665,80 | 413    | Parkerville Road                                                                    | |
| Dallas | Limite Lancaster–DeSoto            | 414,20 | 666,60 | 414    | FM 1382 (en) (Belt Line Road)                                                       | |
| Dallas | Limite Lancaster–DeSoto            | 415,20 | 668,20 | 415    | Pleasant Run Road                                                                   | |
| Dallas | Limite Lancaster–DeSoto            | 416,10 | 669,60 | 416    | Wintergreen Road                                                                    | |
| Dallas | Limite Lancaster–DeSoto–Dallas     | 417,10 | 671,30 | 417    | Danieldale Road / Wheatland Road                                                    | |
| Dallas | Dallas                             | 418,20 | 673,00 | 418    | I-20 – Fort Worth, Shreveport                                                       | Indiqué sortie 418A (ouest) et 418B (est); sortie 467 de l'I-20                                      |
| Dallas | Dallas                             | 419,80 | 675,60 | 419    | Camp Wisdom Road                                                                    | |
| Dallas | Dallas                             | 420,50 | 676,70 | 420    | Laureland Road                                                                      | |
| Dallas | Dallas                             | 421,20 | 677,90 | 421    | Loop 12 (en) / Ann Arbor Avenue                                                     | Indiqué sortie 421A (est) et 421B (ouest)                                                            |
| Dallas | Dallas                             | 422,50 | 679,90 | 422A   | Beckley Avenue / Overton Road                                                       | Pas de sortie directe direction sud                                                                  |
| Dallas | Dallas                             | 422,80 | 680,40 | 422B   | Kiest Boulevard                                                                     | Indiqué sortie 422B-A en direction sud                                                               |
| Dallas | Dallas                             | 423,50 | 681,60 | 423A   | US 67 sud – Cleburne                                                                | Terminus sud du multiplex avec US 67; sortie direction sud, entrée direction nord                    |
| Dallas | Dallas                             | 423,50 | 681,60 | —      | US 67 sud                                                                           | Accès aux voies réversibles réservées aux HOV; sortie direction sud, entrée direction nord           |
| Dallas | Dallas                             | 423,60 | 681,70 | 423B   | Saner Avenue                                                                        | Pas d'entrée directe direction sud                                                                   |
| Dallas | Dallas                             | 424,00 | 682,40 | 424    | Illinois Avenue                                                                     | Accès à la station Illinois                                                                          |
| Dallas | Dallas                             | 425,20 | 684,30 | 425A   | Zang Boulevard / Beckley Avenue                                                     | |
| Dallas | Dallas                             | 425,70 | 685,10 | 425B   | Beckley Avenue / 12th Street                                                        | Sortie direction sud, entrée direction nord                                                          |
| Dallas | Dallas                             | 425,80 | 685,30 | 425C   | Marsalis Avenue                                                                     | |
| Dallas | Dallas                             | 426,30 | 686,10 | 426A   | Ewing Avenue                                                                        | Pas de sortie directe direction nord (indiqué à la sortie 425C)                                      |
| Dallas | Dallas                             | 426,60 | 686,50 | 426B   | SH 180 (en) ouest (8th Street)                                                      | |
| Dallas | Dallas                             | 426,70 | 686,70 | 426C   | Jefferson Boulevard                                                                 | Sortie direction sud, entrée direction nord                                                          |
| Dallas | Dallas                             | 427,30 | 687,70 | 427A   | Colorado Boulevard                                                                  | Indiqué sortie 427C en direction nord                                                                |
| Dallas | Dallas                             | 427,60 | 688,20 | 427C   | Riverfront Boulevard, Cadiz Street                                                  | Indiqué sortie 427B en direction sud                                                                 |
| Dallas | Dallas                             | 427,70 | 688,30 | 428A   | I-30 est / US 67 nord / Griffin Street – Texarkana, Centre-ville de Dallas          | Indiqué sortie 427A en direction nord; terminus nord du multiplex avec US 67; sortie 45A-B de l'I-30 |
| Dallas | Dallas                             | 427,90 | 688,60 | 428C   | Reunion Boulevard, Commerce Street                                                  | Indiqué sortie 428 en direction nord                                                                 |
| Dallas | Dallas                             | 428,00 | 688,80 | 428D   | I-30 ouest – Fort Worth                                                             | Indiqué sortie 427B en direction nord; sortie 45A-B de l'I-30                                        |
| Dallas | Dallas                             | 428,90 | 690,20 | 429A   | Vers I-45 / US 75 / Singleton Boulevard – Houston, McKinney                         | Indiqué sortie 428 en direction nord; accès depuis l'I-35E sud vers Singleton Boulevard              |
| Dallas | Dallas                             | 429,00 | 690,40 | 429B   | Continental Avenue, Commerce Street ouest                                           | |
| Dallas | Dallas                             | 429,70 | 691,50 | 429C   | Victory Avenue / Hi Line Drive                                                      | Pas de sortie directe direction sud (indiqué à la sortie 430A)                                       |
| Dallas | Dallas                             | 429,90 | 691,90 | 429D   | Dallas North Tollway                                                                | Sortie direction nord, entrée direction sud                                                          |
| Dallas | Dallas                             | 430,20 | 692,30 | 430A   | Oak Lawn Avenue                                                                     | |
| Dallas | Dallas                             | 430,60 | 693,00 | 430B   | Market Center Boulevard                                                             | Accès à la station Market Center                                                                     |
| Dallas | Dallas                             | 430,60 | 693,00 | 430C   | Wycliff Avenue                                                                      | Pas de sortie directe direction nord (indiqué à la sortie 430B)                                      |
| Dallas | Dallas                             | 431,30 | 694,10 | 431    | Medical District Drive                                                              | |
| Dallas | Dallas                             | 431,90 | 695,10 | 432A   | Inwood Road                                                                         | |
| Dallas | Dallas                             | 432,80 | 696,50 | 432B   | Commonwealth Drive                                                                  | |
| Dallas | Dallas                             | 433,40 | 697,50 | 433A   | SH 183 (en) vers SH 114 (en) – Irving, Aéroport D/FW                                | Sortie direction nord, entrée direction sud                                                          |
| Dallas | Dallas                             | 433,30 | 697,30 | 433B   | Mockingbird Lane – Aéroport Dallas Love Field                                       | |
| Dallas | Dallas                             | 434,10 | 698,60 | 434A   | Empire Central                                                                      | |
| Dallas | Dallas                             | 434,80 | 699,70 | 434B   | Regal Row                                                                           | |
| Dallas | Dallas                             | 435,50 | 700,90 | 435    | Harry Hines Boulevard                                                               | Sortie direction nord, entrée direction sud; accès à Bachman Station                                 |
| Dallas | Dallas                             | 436,60 | 702,60 | 436A   | Loop 12 (en) / Spur 348 (en) (Northwest Highway) – Irving, Aéroport D/FW            | Indiqué sortie 436A (Loop 12 sud) et 436B (Loop 12 est / Spur 348) en direction sud                  |
| Dallas | Dallas                             | 436,80 | 703,00 | 436B   | I-35E Express vers I-635 Express est                                                | Sortie direction nord, entrée direction sud; terminus sud des voies express                          |
| Dallas | Dallas                             | 437,80 | 704,60 | 437    | Mañana Road                                                                         | Sortie direction nord seulement                                                                      |
| Dallas | Dallas                             | 438,10 | 705,10 | —      | Loop 12 (en) sud                                                                    | Sortie direction sud, entrée direction nord pour les voies express seulement                         |
| Dallas | Dallas                             | 438,30 | 705,40 | 438    | Walnut Hill Lane                                                                    | Accès à la station Walnut Hill / Denton                                                              |
| Dallas | Dallas                             | 438,30 | 705,40 | —      | Walnut Hill Lane                                                                    | Sortie direction sud, entrée direction nord pour les voies express seulement                         |
| Dallas | Dallas                             | 439,40 | 707,10 | 439    | Royal Lane                                                                          | Accès à la station Royal Lane                                                                        |
| Dallas | Dallas                             | 439,90 | 708,00 | 440A   | Forest Lane                                                                         | Sortie direction nord seulement                                                                      |
| Dallas | Dallas                             | 440,10 | 708,30 | 440B   | I-635 / I-635 Express est                                                           | Sortie 27A-B-C de l'I-635                                                                            |
| Dallas | Dallas                             | 440,10 | 708,30 | 440C   | I-635 ouest – Aéroport D/FW                                                         | Indiqué sortie 440B (est) et 440C (ouest); sortie 27B-C de l'I-635                                   |
| Dallas | Farmers Branch                     | 440,80 | 709,40 | 441    | Valley View Lane                                                                    | Accès à la station Farmers Branch                                                                    |
| Dallas | Farmers Branch                     | 441,80 | 711,00 | 442    | Valwood Parkway                                                                     | |
| Dallas | Carrollton                         | 442,90 | 712,80 | 443A   | Crosby Road                                                                         | Pas de sortie directe direction sud (indiqué à la sortie 443B)                                       |
| Dallas | Carrollton                         | 443,10 | 713,10 | 443B   | Belt Line Road                                                                      | |
| Dallas | Carrollton                         | 443,90 | 714,40 | 443C   | Frontage Road                                                                       | Ancienne sortie direction nord seulement                                                             |
| Dallas | Carrollton                         | 444,50 | 715,40 | 444    | Whitlock Lane / Sandy Lake Road                                                     | Accès à la station Trinity Mills                                                                     |
| Dallas | Carrollton                         | 445,40 | 716,80 | 445A   | SH 190 (en) / Dickerson Parkway                                                     | Sortie direction sud via sortie 446                                                                  |
| Dallas | Carrollton                         | 445,50 | 717,00 | 445B   | President George Bush Turnpike                                                      | |
| Denton | Carrollton                         | 445,90 | 717,60 | 446    | Frankford Road                                                                      | |
| Denton | Lewisville                         | 447,40 | 720,00 | 447A   | Sam Rayburn Tollway – Aéroport D/FW                                                 | |
| Denton | Lewisville                         | 447,60 | 720,30 | 447B   | SH 121 (en) / Dickerson Parkway                                                     | |
| Denton | Lewisville                         | 448,20 | 721,30 | 448    | FM 3040 (en) (Round Grove Road) / Hebron Parkway                                    | Accès à la station Hebron                                                                            |
| Denton | Lewisville                         | 449,60 | 723,60 | 449    | Corporate Drive                                                                     | |
| Denton | Lewisville                         | 450,50 | 725,00 | 450    | SH 121 Bus. (en)                                                                    | |
| Denton | Lewisville                         | 451,50 | 726,60 | 451    | Fox Avenue                                                                          | |
| Denton | Lewisville                         | 451,90 | 727,30 | 452    | FM 1171 (en) (Main Street)                                                          | |
| Denton | Lewisville                         | 452,70 | 728,60 | 453    | Valley Ridge Boulevard                                                              | |
| Denton | Lewisville                         | 453,50 | 729,80 | 454A   | FM 407 (en) (Justin Road) / Lake Park Road                                          | |
| Denton | Limite Lewisville–Highland Village | 454,90 | 732,10 | 454B   | Garden Ridge Boulevard                                                              | Accès à la station Highland Village / Lewisville Lake                                                |
| Denton | Hickory Creek                      | 457,20 | 735,80 | 457    | Lake Dallas Drive                                                                   | |
| Denton | Lake Dallas                        | 457,50 | 736,30 | —      | I-35E Express                                                                       | Sortie direction sud, entrée direction nord; terminus nord des voies Express                         |
| Denton | Limite Lake Dallas–Corinth         | 457,70 | 736,60 | 458    | FM 2181 (en) ouest / Swisher Road                                                   | Indiqué sortie 458A en direction nord                                                                |
| Denton | Corinth                            | 458,40 | 737,70 | 458B   | Quail Run Drive                                                                     | Sortie direction nord, entrée direction sud                                                          |
| Denton | Corinth                            | 459,20 | 739,00 | 459    | Frontage Road                                                                       | |
| Denton | Corinth                            | 460,30 | 740,80 | 460    | Corinth Parkway                                                                     | |
| Denton | Corinth                            | 461,40 | 742,60 | 461    | Post Oak Drive / Lakeview Boulevard                                                 | |
| Denton | Denton                             | 462,60 | 744,50 | 462    | FM 2499 (en) (State School Road) / Mayhill Road / Buc-ee's Boulevard / Brinker Road | Accès à la station Medpark                                                                           |
| Denton | Denton                             | 462,90 | 745,00 | 463    | Loop 288 (en) / Lillian Miller Parkway                                              | Accès à la station Medpark                                                                           |
| Denton | Denton                             | 464,60 | 747,70 | 464    | US 77 nord – Denton                                                                 | Terminus nord du multiplex avec US 77; sortie direction nord, entrée direction sud                   |
| Denton | Denton                             | 464,90 | 748,20 | 464    | Pennsylvania Drive                                                                  | Ancienne sortie direction sud seulement                                                              |
| Denton | Denton                             | 465,10 | 748,50 | 465A   | FM 2181 (en) (Teasley Lane)                                                         | |
| Denton | Denton                             | 465,70 | 749,50 | 465B   | US 377 (Fort Worth Drive)                                                           | |
| Denton | Denton                             | 466,60 | 750,90 | 466A   | McCormick Street                                                                    | |
| Denton | Denton                             | 467,00 | 751,60 | 466B   | North Texas Boulevard                                                               | |
| Denton | Denton                             | 467,40 | 752,20 | 467    | I-35W sud / FM 1515 (en) (Bonnie Brae Street) / Airport Road – Fort Worth           | Sortie direction nord, entrée direction sud; sortie 85A de l'I-35W                                   |
| Denton | Denton                             | 467,80 | 752,90 |        | I-35 nord – Oklahoma City                                                           | I-35W nord et I-35E nord forment l'I-35                                                              |
| - Terminus de multiplex - Péage électronique - Accès incomplet - Transition de route - Accès réservé aux HOV - Fermé |                                    |        |        |        |                                                                                     | |